# Selenaria hexagonalis
Selenaria hexagonalis är en mossdjursart som beskrevs av Maplestone 1904. Selenaria hexagonalis ingår i släktet Selenaria och familjen Selenariidae. Inga underarter finns listade i Catalogue of Life.